# Centro Galego de Arte Contemporánea

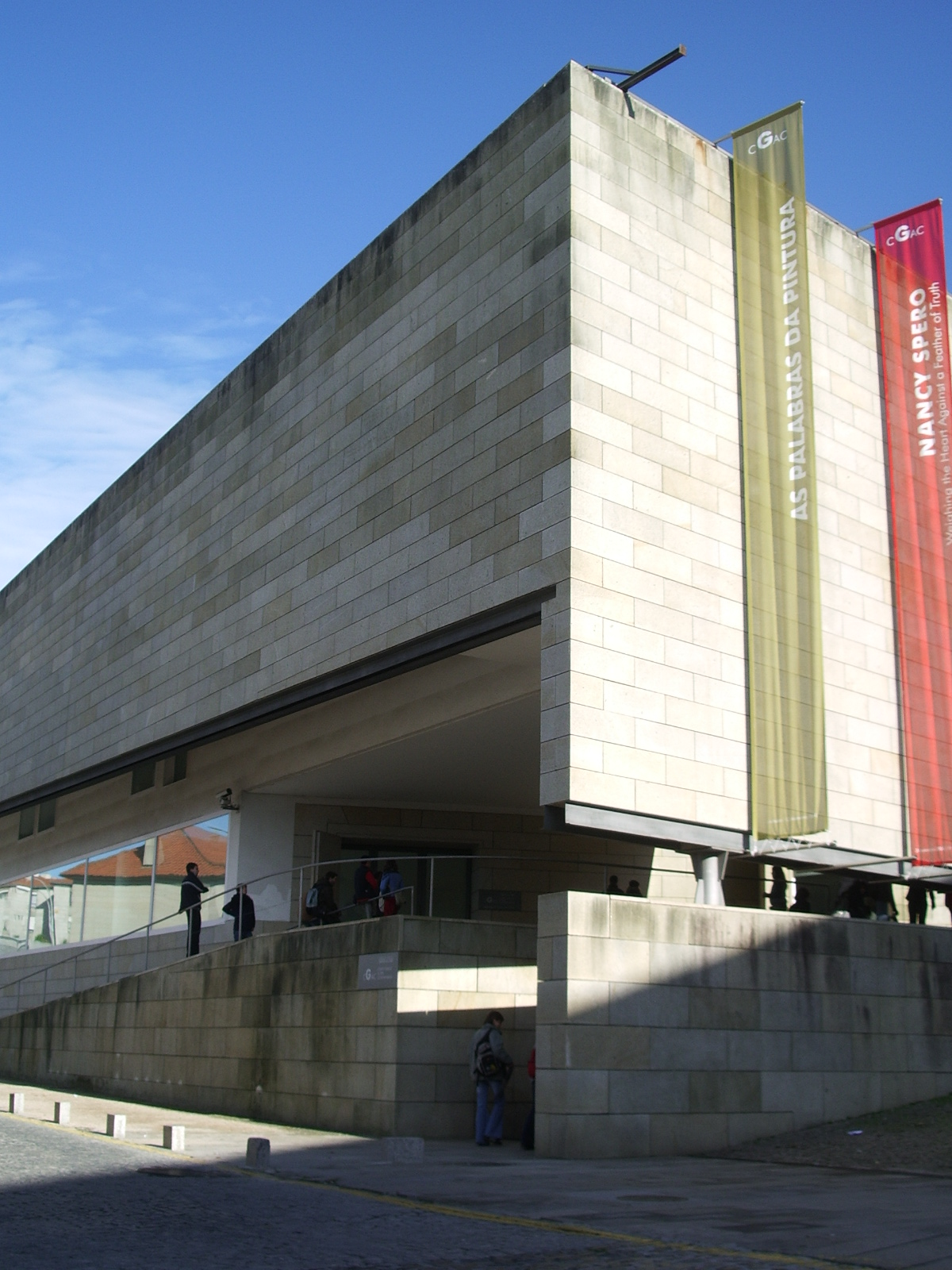

Het Centro Galego de Arte Contemporánea (Spaans: Centro Gallego de Arte Contemporáneo) of CGAC is een museum in het Spaanse Santiago de Compostella. Het museum is gewijd aan moderne kunst en werd geopend in 1993. Het gebouw werd ontworpen door Álvaro Siza en ligt naast het Museo do Pobo Galego.